# ステアー GB
ステアー GB(Steyr Modell GB)はオーストリアのシュタイヤー・マンリヒャー社（ステアー社）で開発された自動拳銃である。
"GB"とは"Gasbremse"（ドイツ語で“ガス制動”（式）の意）の頭文字を取ったもので、本銃の独特の作動形式（ガス遅延式ブローバック方式）に由来している。

## 概要

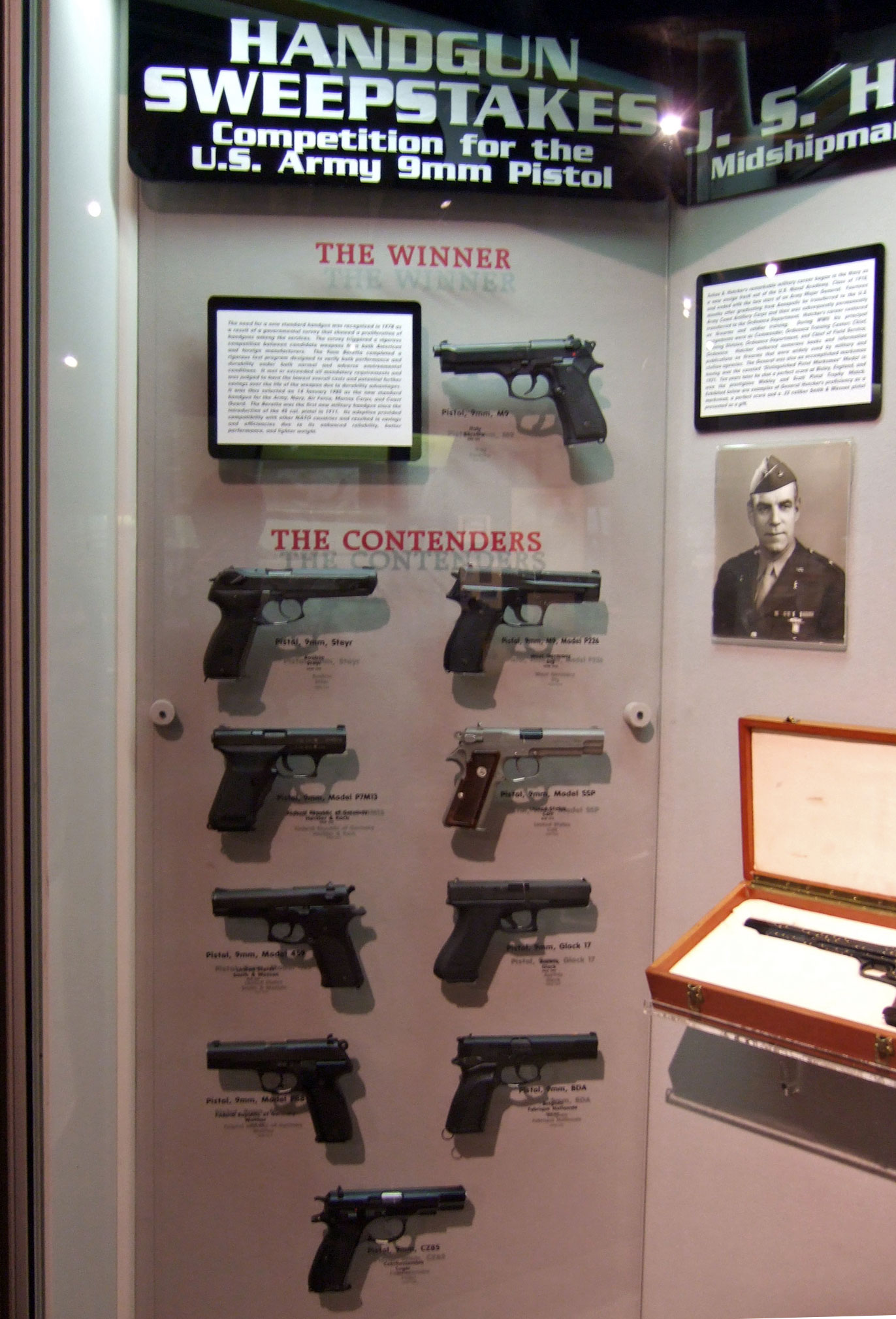
米軍のトライアルに参加した自動拳銃として展示されるGB（左列の上から一番目）

ステアー GBは1960年代後半にオーストリア軍で使用されていたワルサーP38を更新する目的で開発された。
作動方式には第2次世界大戦中にドイツで開発された国民突撃銃のうち、グストロフ・ヴェルケ社の開発したVG 1-5と同じ原理のガスディレイドブローバック方式を用い、銃身はフレーム固定式、施条にはポリゴナルライフリングを採用し、ショートリコイル方式に比べて命中精度の高いものとして完成させた。弾倉はダブルカラム方式として18発という多弾数装填を実現している。また、フレームはプレス成形したものを溶接したメインフレームにポリマー成形品（トリガーガード部）を組み合わせた複合構造で、軽量かつ強固に作られていた。
1968年には基礎設計が終了し、最初の試作型であるPi-18は1972年12月に完成した。当初は機関拳銃としての使用も考慮されていたため、セフティレバー兼用のセレクターを切り替えると3発連射（3バースト）が可能なモデルも開発され、36発装填の延長型弾倉と脱着式銃床も用意される予定となっていたが、全自動射撃が可能な設計の拳銃はステアー社の所在するオーストリアからの輸出に厳しい制限がかかることと、輸出先となる各国、特にアメリカ合衆国への輸入とその民間市場での販売に大きな制限が掛かるため、主採用国候補であるオーストリア軍がこの機能を要求しなかったこともあり、1980年に完成した設計に改修が加えられたモデル（“Pi-18後期型”もしくは“GB80”と呼ばれる）では機関拳銃型は廃止されている。
アメリカでのコピー製品問題（後述「#ロガック P-18」の節参照）への対応と、上述のPi-18の改良を経て1981年には開発が完了し、この最終試作型はコピー製品問題によりイメージの悪化した"Pi-18"より改名されてSteyr Modell GBと命名された。こうして完成したステアーGBは「高い命中精度と大容量弾倉を持ち、シンプルな構造でコストパフォーマンスが高く、大量生産に適したものながら先進技術が意欲的に盛り込まれた新世代拳銃」として1982年に行われたオーストリア軍の制式拳銃トライアルに提出された。
トライアルでは高い成績を示し、参加した各社の拳銃の中で最も高い性能を示したが、オーストリア軍当局は「性能は高いものの高価であり、費用対効果の点でグロック社のグロック17が最も優れている」として採用せず、その後1984年に参加したアメリカ軍制式拳銃トライアルでも、高い性能を示したものの「信頼性の点で更新される対象のM1911に及んでいない」としてベレッタ 92に敗退し、当初の開発目的であった軍/法執行機関向けとしてはごく少数の採用があったのみであった。
1982年より開始された民間市場での評価も「高性能だが大柄で扱いづらい」とされて売上は芳しくなく、1980年代中期まではアメリカの銃器市場では9mm口径弾を使用する拳銃の需要が少なかったこともあって販売数が伸び悩んだ為、1988年に製造が中止された。総生産数は約15,000から20,000梃である。

## 採用国
- レバノン: レバノン警察が採用[1]。
- パキスタン: パキスタン警察が採用[1]。

## 登場作品
映画
- 『ハード・ボイルド 新・男たちの挽歌』

トニー（演：トニー・レオン）が使用。
なお、ステアーGBが登場する部分において、連続した一連のシーンにもかかわらずカットが切り替わると別の銃を持っている、という編集上のミスがある。
- 『ピースメーカー』

コドロフ将軍が使用している。
- 『ミッション:インポッシブル2』

ウルリックが使用。
- 『ルーキー』

クリント・イーストウッドの演じるパロヴスキーが所持。チャーリー・シーン演じるアッカーマンも映画の後半で使用する。

アニメーション
- 『GUNSLINGER GIRL -IL TEATRINO-』

マルコーが使用している。

## その他
2016年に和歌山県和歌山市で発生した立て籠もり事件では、凶器としてM1911系の拳銃と共に本銃が使用された。
日本では比較的マイナーな拳銃であるが、過去にはトイガンメーカーの東京マルイから本銃の固定スライド式ガスガンが発売されていた。2011年にはリニューアルバージョンが発売されたが、2019年現在は絶版となっている。

## ロガック P-18
ロガック P-18(Rogak P-18 / L.E.S Model P-18)は、GBが発売される以前、1970年代末にアメリカ合衆国におけるステアー社製品の輸入販売を手掛けていたモーリス・ロガック(Morris Rogak)がイリノイ州モートン・グローヴ(Morton Grove(英語版)に設立した銃器メーカーであるロガック社(Rogak inc. ブランド名は"L.E.S")が製造・販売した拳銃で、ステアーGBの原型であるPi-18のコピー製品（クローンモデル）である。
P-18とPi-18は作動機構や弾倉の装弾数・外観のデザイン共にほぼ同一だが、後述のように市場で販売されたものは作動機構は単純なストレートブローバックに変更されており、Pi-18（Modell GB）の特徴であるガスディレイドブローバック機構を備えていない。フレーム、スライド共に材質はロストワックス製法を用いたステンレス製であり、表面仕上により3種類のバリエーションがある。
その他の外観上の特徴として、P-18はModell GBの原型であるPi-18の初期型のコピーモデルのため、Pi-18の開発当初の特徴をそのまま模倣しており、銃口部のマズルブッシングがスライドと一体になっていないこと、マガジンキャッチおよびマガジンリリースボタンがトリガー後方ではなくグリップ底部の弾倉挿入部後方にあることなどが、Modell GBとの差異である。なお、Pi-18の初期型にあった機関拳銃型は、アメリカでは法規的に民間での製造・販売と所持が困難なため、存在していない。
なぜステアー社が開発中の拳銃のクローンモデルが、アメリカ合衆国において先行して発売されたかについては明らかになっていないが、
- Pi-18の完成後にはアメリカでの現地生産による販売計画があったため、ステアー製品のアメリカ代理店であるロガックはステアー本社から開発段階で提示されていた資料を元にクローンモデルを先んじて独自に製造した

という説と、
- ステアー社はアメリカにおいて先行販売を計画し、代理店であるロガックに正式なライセンスを与えて製造・販売したが、ロガック側はステアーの要求する水準の製品を製造できず、ライセンス契約を打ち切られたにもかかわらず、ロガック社は独自の判断で製造販売を継続した

という説があり、多くの書籍やwebサイトでは後者の説に基づいて記述されている。実際にステアーとロガックの間にどのような契約が交わされていた、あるいは全く交わされていなかったのかについては、公式な場では明らかにされていないため、判明していない。
原型のPi-18は各種のテストで高い成績を示したもので、P-18も同様にその特徴を備えている、とロガックがアメリカの民間向け銃器市場に広く喧伝したため、発売前から話題となり、P-18には多数の予約注文がなされた。しかし、実際に製造されたものは品質的に多大な問題があり、各部品の精度が非常に低く低品質で、ガスディレイドブローバック機構の作動不良が頻発し、高頻度で自動拳銃として正常に動作しなかった。ロガック社はP-18の作動機構をストレートブローバックに改めたものとして発売したが、不良多発が全く改善されておらず、全体的に造りが粗いことも相まって購入者からの評価は最悪で、"Jammatic"または"Jam-a-matic（弾詰まりを起こすための存在）"といった散々なニックネームがつけられた。
P-18の悪評が原型のPi-18、ひいてはステアー社の銃器製品全体のセールスに悪影響を与えるとして、ステアーからはロガック社に対してP-18の販売中止要請が出されたが、ロガック側はこれに応じず、製造と販売を継続した。ステアーはP-18の販売差し止めを求めて訴訟を準備したが、法的措置が行われる前の1981年にロガック社の倒産という形で製造・販売が終了してしまい、訴訟は行われぬままに終わった。
P-18の製造数は2,300梃余りで、作動不良の多発と粗い造りから不評甚だしく、セールスも不調だったが、ロガック社の倒産に伴い絶版となってしまったことと、この銃が辿った経緯から“知る人ぞ知る珍品”の扱いとなり、コレクターに珍重されている。